# Express-3A
Express-3A – satelita telekomunikacyjny należący do rosyjskiego operatora RSCC, wyniesiony na orbitę 23 czerwca 2000, znany też pod nazwą Ekspress-A3.
Został umieszczony na orbicie geostacjonarnej (nad równikiem), na 11. stopniu długości geograficznej zachodniej. Był wykorzystywany do przesyłu programów telewizyjnych i radiowych, danych (dostęp do Internetu) oraz przekazów do odbiorców w Europie Południowej, całej Afryce Północnej oraz Azji Zachodniej (włączając Bliski Wschód). Transpondery pasma Ku znajdujące się na satelicie były dzierżawione przez Eutelsat. Pod koniec 2008 roku rozpoczęto wyłączanie sygnałów kolejnych stacji. Trzy ostatnie opuściły satelitę 9 grudnia 2008. W 2009 satelita został przemieszczony na orbitę cmentarną znajdującą się kilkaset kilometrów ponad orbitą geostacjonarną.